# Franz Glæser
Franz (eller František) Joseph Glæser (även Glaeser eller Gläser), född 19 april 1798 i Ober Georgenthal, Böhmen, död 29 augusti 1861 i Köpenhamn, var en tjeckisk-dansk tonsättare. Han var far till Joseph Glæser.
Glæser var elev vid konservatoriet i Prag och därefter dirigent vid förstadsteatrar i Wien. År 1830 blev han kapellmästare vid Königsstädterteatern i Berlin, för vilken han skrev sin mest kända opera Des Adlers Horst 1832. År 1842 blev Glæser kapellmästare vid Det Kongelige Teater i Köpenhamn, där han även var dirigent vid Musikforeningen. Glæsers främsta danska verk är Bryllupet ved Comosøen, efter en text av H.C. Andersen, skriven 1849.

## Utmärkelser
- Riddare av Dannebrogorden,  1847[4]
- Professors namn,  1851[4]

[Redigera Wikidata]